# Max Jacob
Max Jacob (tiếng Pháp: [maks ʒakɔb]; 12 tháng 7 năm 1876 - 5 tháng 3 năm 1944) là một nhà thơ, họa sĩ, nhà văn và nhà phê bình người Pháp.

## Cuộc đời và sự nghiệp
Sau khi trải qua thời thơ ấu ở Quimper, Brittany, Jacob đăng ký vào trường Thuộc địa Paris, và rời đi vào năm 1897 để tập trung vào sự nghiệp nghệ thuật. Ông là một trong những người bạn đầu tiên của Pablo Picasso tại Paris. Họ gặp nhau vào mùa hè năm 1901, và chính Jacob đã giúp nghệ sĩ trẻ Picasso học tiếng Pháp. Sau đó, trên Boulevard Voltaire, ông ở chung phòng với Picasso, hai người trở thành bạn suốt đời (và được đưa vào tác phẩm nghệ thuật Three Musicians). Jacob giới thiệu Picasso với Guillaume Apollinaire, người đã lần lượt giới thiệu Picasso với Georges Braque. Ông sẽ trở thành bạn thân với Jean Cocteau, Jean Hugo, Christopher Wood và Amedeo Modigliani, người đã vẽ bức chân dung của ông vào năm 1916. Ông cũng kết bạn và khuyến khích nghệ sĩ Romanin, còn được gọi là chính trị gia người Pháp và lãnh đạo Kháng chiến tương lai Jean Moulin. Nom de guerre nổi tiếng của Moulin được cho là được chọn để vinh danh Jacob.
Jacob, người Do Thái, tuyên bố đã thấy Jesus vào năm 1909, và chuyển sang Công giáo. Ông hy vọng rằng việc chuyển đổi này sẽ làm giảm bớt xu hướng đồng tính luyến ái của mình.
Max Jacob được coi là một mắt xích quan trọng giữa những nghệ sĩ theo trường phái biểu tượng và siêu thực, như có thể thấy trong những bài thơ văn xuôi của ông Le cornet à dés (The Dice Box, 1917 - phiên bản Gallimard năm 1948 được Jean Hugo minh họa) và trong các bức tranh, triển lãm của ông trong đó được tổ chức tại thành phố New York vào năm 1930 và 1938.
Các tác phẩm của ông bao gồm tiểu thuyết Saint Matorel (1911), thơ tự do Le labatoire Central (1921), và La défense de Tartuffe (1919), thể hiện thái độ triết học và tôn giáo của ông.
Nhà phân tâm học nổi tiếng Jacques Lacan gán cho câu nói "Sự thật luôn luôn mới" là của Jacob.